# Quan m'enamoro
Quan m'enamoro (títol original en anglès Everybody's All-American) és un drama estatunidenc dirigit per Taylor Hackford, estrenat el 1988.

## Argument
La pel·lícula cobreix 25 anys en la vida de l'heroi de futbol universitari Gavin Grey (Dennis Quaid). Quan es casa amb Babs Rogers, Miss Magnòlia, (Jessica Lange) i és fitxat pels professionals, un final feliç és pronosticat per amics i família. Sembla clar que Grey anirà cap amunt els propers anys. Babs fa el millor per mantenir-se al pas amb els canvis de carrera i humor del seu marit, i com esdevé mare de quatre fills portant la gestió d'un bar amb l'ajuda d'Edward.

## Repartiment
- Jessica Lange: Babs Rogers Grey
- Dennis Quaid: Gavin Grey
- Timothy Hutton: Donnie
- John Goodman: Lawrence
- Carl Lumbly: Narvel Blue
- Ray Baker: Bolling Kiely
- Savannah Smith Boucher: Darlene Kiely
- Patricia Clarkson: Leslie Stone
- Joseph Meyer: Pep Leader
- J. Kevin Brune: Coinquil·li
- Roy B. Stewart Sr.: Junie
- Pat Pierre Perkins: Willy Mae